# Loona (Band)
Loona (koreanisch 이달의 소녀, stilisierte Schreibweise LOOΠΔ) ist eine südkoreanische Girlgroup der vierten K-Pop-Generation, die von Blockberry Creative gegründet wurde.
Die Vorstellung der Mitglieder dauerte von Oktober 2016 bis März 2018. Im monatlichen Rhythmus wurde entweder ein neues Mitglied oder eine Sub-Unit vorgestellt und eine Single, ein Single-Album oder eine EP veröffentlicht. Die Gruppe debütierte offiziell am 20. August 2018 mit der Single Hi High.
Nach Rechtsstreitigkeiten mit Blockberry Creative verließen 2023 alle Mitglieder die Agentur. Da die Gruppe keine Mitglieder hat, ist Loona seitdem inaktiv.
Der offizielle Fanclub-Name von Loona lautet Orbit (오빛).

## Geschichte

### Entstehung der Gruppe

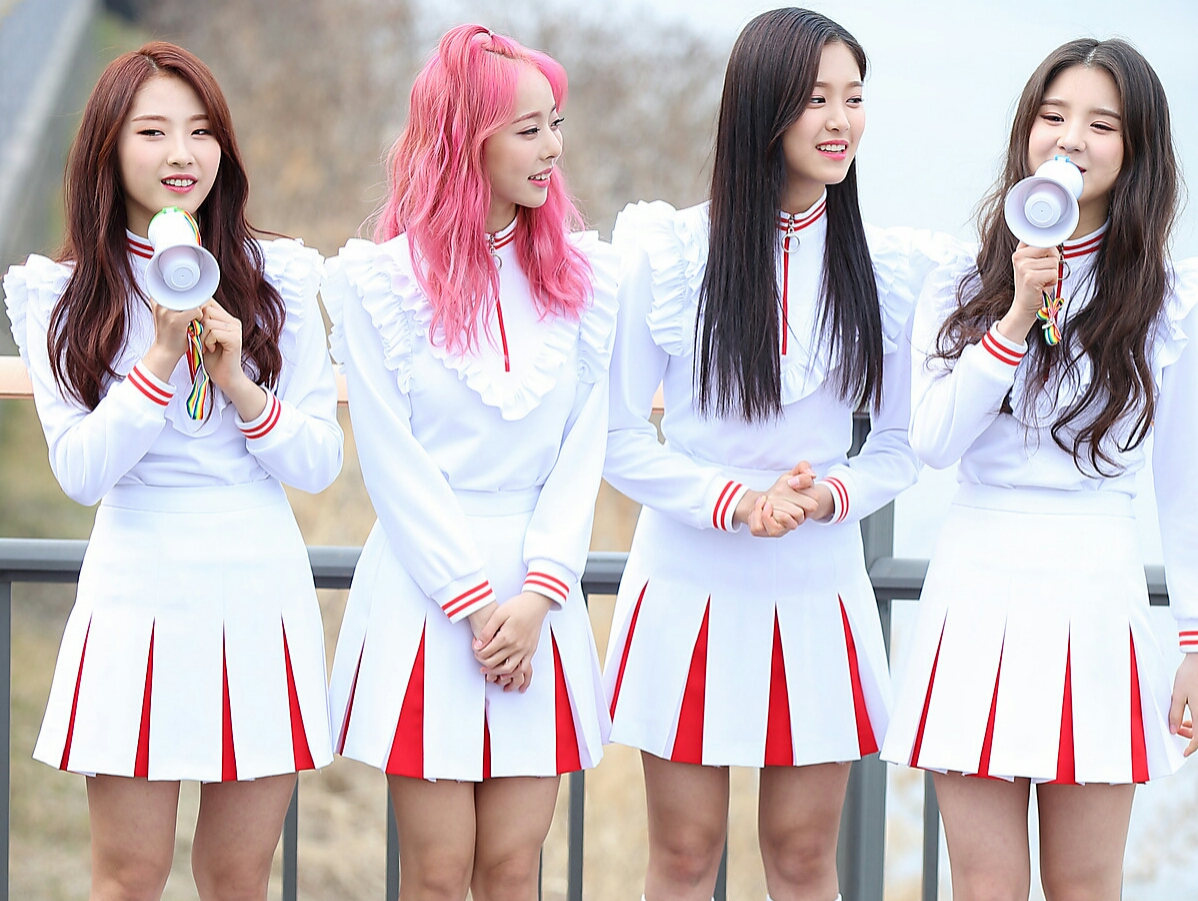
LOOΠΔ 1/3

Am 26. September 2016 veröffentlichte Blockberry Creative Teaser-Fotos von HeeJin, dem ersten Mitglied von Loona. HeeJin veröffentlichte am 8. Oktober ihre Single ViVid zusammen mit dem Single-Album HeeJin. Blockberry Creative gab dazu bekannt, dass von Oktober 2016 an jeweils am Anfang des neuen Monats ein neues Mitglied vorgestellt werde. Bis Januar 2017 wurden auf diese Weise drei weitere Mitglieder der Gruppe vorgestellt: HyunJin, HaSeul und YeoJin, die jeweils eine Single und ein Single-Album veröffentlichten. Im Februar wurde ViVi als fünftes Mitglied vorgestellt. ViVi veröffentlichte in diesem Monat allerdings keine Single, sondern wurde zusammen mit HaSeul, HeeJin und HyunJin als Mitglied von LOOΠΔ 1/3, der ersten Sub-Unit von Loona vorgestellt. LOOΠΔ 1/3 veröffentlichte am 13. März das Mini-Album Love & Live zusammen mit der gleichnamigen Single. ViVi veröffentlichte ihre Solo-Single Everyday I Love You am 17. April.

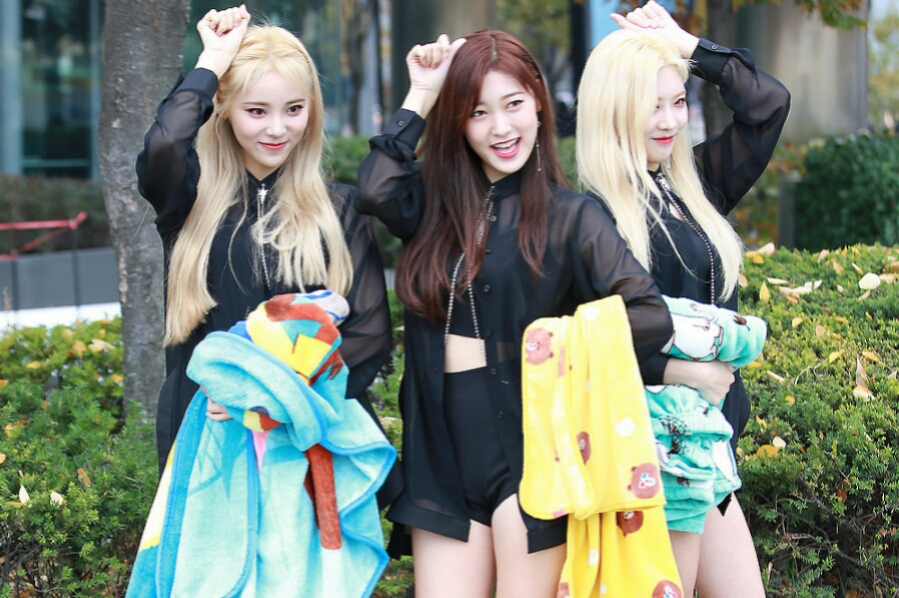
LOOΠΔ Odd Eye Circle

In den folgenden Monaten wurden Kim Lip, JinSoul und Choerry vorgestellt und veröffentlichten jeweils ihre Single. Ende August wurden erste Teaser für Loonas zweite Sub-Unit LOOΠΔ Odd Eye Circle veröffentlicht. LOOΠΔ Odd Eye Circle besteht aus den Mitgliedern Kim Lip, Jin Soul und Choerry und veröffentlichte am 21. September die EP Mix & Match zusammen mit der Single GirlFront. Ebenfalls im September sangen HeeJin, HyunJin und HaSeul für die JTBC Castingshow „Mixnine“ vor. In Mixnine besuchte YG-Entertainment-Gründer Yang Hyun-suk zusammen mit anderen Künstlern diverse Agenturen in ganz Südkorea um Trainees oder Idols zu finden, die in der Sendung gegeneinander antreten. Ziel war es jeweils eine neunköpfige Boy- und Girlgroup zu bilden. Beide Gruppen traten im Finale gegeneinander an, um sich dem Zuschauer-Voting zu stellen. Nur eine der Gruppen sollte offiziell debütieren. HyunJin schied auf Platz 15 liegend im Finale aus, während HeeJin es unter die letzten 9 schaffte.
Yves, Chuu und Go Won wurden von November 2017 bis Januar 2018 vorgestellt und veröffentlichten jeweils ihre Single. Im März 2018 wurde schließlich mit Olivia Hye das letzte Mitglied der Gruppe vorgestellt. Im Mai veröffentlichte Loonas dritte Sub-Unit LOOΠΔ yyxy die EP Beauty & the Beat zusammen mit der Single love4eva. Für love4eva arbeitete die Gruppe mit der kanadischen Sängerin Grimes zusammen.

### 2018 bis 2023: Debüt mitHi HighundButterfly
Am 7. August 2018 veröffentlichte Loona mit favOriTe die erste Single als komplette Gruppe. Nach der Veröffentlichung der Single gab Loona am 19. August ihr Debüt-Konzert „LOONAbirth“ in Seoul und debütierte schließlich offiziell am 20. August mit der EP [+ +] und der Single Hi High.
Am 19. Februar 2019 erschien die Single Butterfly zusammen mit dem Album [X X].

#### Rechtsstreit der Mitglieder mit Blockberry Creative
Am 25. November 2022 musste Chuu die Gruppe verlassen, da sie nach Aussage ihrer Agentur deren Mitarbeiter beleidigt und herumkommandiert hätte.
Am 19. Dezember 2022 veröffentlichte das Online-Medienunternehmen Dispatch Korea unter dem Titel „Ist das ein Recht oder Mobbing? … Chuu, die ganze Geschichte hinter der Situation um Chuu und Loona“ einen umfangreichen Bericht zum Rausschmiss von Chuu. In diesem Bericht stellte sich zwar heraus, dass Chuu bei ihrer Wortwahl gegenüber den Blockberry-Mitarbeitern nicht gerade zimperlich war, der Grund dafür war aber letztendlich, dass bei den Exklusivverträgen seitens Blockberry Creative so getrickst wurde, dass die Mitglieder einseitig benachteiligt wurden und die Verrechnung der Kosten gegenüber den Einnahmen überwiegend auf die Mitglieder abgewälzt wurden. Bereits im Januar 2022 beantragte Chuu eine einstweilige Verfügung zur Aussetzung ihres Exklusivvertrags, der das Gericht im März 2022 stattgab. Da Blockberry Creativ Chuu für LOONA unbedingt brauchte, erhielt sie eine Vertragsergänzung, die sie in eine positive Vertragslage versetzte.
Als Vorwand für Chuus Entlassung benutzte Blockberry Creativ Mitschnitte von KakaoTalk-Gesprächen zwischen Chuu und Mitarbeitern im Zeitraum von August 2021 bis Juli 2022.
Die Tricksereien bei den Exklusivverträgen waren dann auch die Grundlage für die Kündigungen der anderen Mitglieder.
Am 13. Januar 2023 wurde bekannt gegeben, dass JinSoul, Kim Lip, HeeJin und Choerry ihre Verträge gekündigt hätten und Blockberry Creative verlassen würden. Am 3. Februar 2023 wurde berichtet, dass HyunJin und ViVi einen Antrag auf Aussetzung ihrer Verträge mit Blockberry Creative stellen würden. Am 9. Mai 2023 wurde berichtet, dass den Mitgliedern HyunJin und ViVi ihre Anträge auf Vertragsaussetzung zugesprochen worden seien. Nachdem sie ihre Klage gegen Blockberry Creative gewonnen hatten, gaben die verbleibenden Mitglieder HaSeul, YeoJin, Yves, Olivia Hye und Go Won am 16. Juni 2023 bekannt, dass sie ihre Verträge mit dem Unternehmen gekündigt hätten. Da die Gruppe LOONA keine Mitglieder hat, ist sie seit 2023 inaktiv.
Am 20. September 2023 sprachen Gerichte den Mitgliedern das Recht zu, den Namen LOONA sowohl auf Englisch wie auch auf Koreanisch zu verwenden. Am 22. August 2024 wurde bekannt gegeben, dass Blockberry Creative aufgrund von Einkommensverlusten und der anhängenden Klagen faktisch aufgelöst wurde. Am 5. April 2025 wurden offiziell alle Verträge der Mitglieder gekündigt.

## Aktivitäten der Mitglieder nach Loona
Am 17. März 2023 unterzeichneten HeeJin, Kim Lip, JinSoul und Choerry Exklusivverträge mit Modhaus. In einem Interview mit dem CEO von Modhaus am 31. März 2023 teilte der ehemalige Kreativdirektor von Blockberry Creative, Jaden Jeong, mit, dass die vier Mitglieder bereits Musik unter dem neuen Label aufnehmen würden. Am 21. Juni 2023 wurde veröffentlicht, dass HaSeul ihren Vertrag bei Modhaus unterschrieben hätte. HeeJin, Kim Lip, JinSoul, Choerry und HaSeul gründeten unter Modhaus die Gruppe ARTMS. Am 12. Juli 2023 veröffentlichte die LOONA-Untergruppe Odd Eye Circle unter Modhaus die EP Version Up, wobei Kim Lip während der Präsentation erklärte, dass „[Loona] keine aufgelöste Gruppe ist. Da [die Mitglieder] den [Gruppen-]Namen jedoch nicht frei verwenden können, lassen wir die Möglichkeit von Aktivitäten als vollwertige Gruppe offen“. Am 31. Mai 2024 debütierten JinSoul, HaSeul, Kim Lip, HeeJin und Choerry als ARTMS mit Virtual Angel.
Am 11. Mai 2023 unterschrieben HyunJin und ViVi bei CTDE&M. Am 5. Juli 2023 wurde mitgeteilt, dass YeoJin, Go Won und Olivia Hye (unter ihrem neuen Künstlernamen HyeJu) Exklusivverträge mit CTDE&M unterzeichnet hätten. HyunJin, ViVi, YeoJin, Go Won und HyeJu und gründeten unter CTDE&M die Gruppe Loossemble. Am 15. September 2023 debütierten HyunJin, YeoJin, ViVi, Go Won und HyeJu als Loossemble mit Sensitive.
Yves und Chuu kündigten an, dass sie als Solokünstler weitermachen würden. Im April 2023 unterzeichnete Chuu ihren Exklusivvertrag bei ATRP. Chuu debütierte am 18. Oktober 2023 als Solokünstlerin mit ihrer ersten EP Howl.
Am 14. März 2024 wurde bestätigt, dass Yves bei ihrer neuen Agentur PAIX PER MIL unterschrieben hätte. Am 29. Mai 2024 debütierte Yves als Solistin mit der EP Loop.

## Mitglieder
| Name                  | Geburtsname           | Geburtstag (Alter)     | Geburtsort        | Position               | Tier             | Farbe | Farbe       |
| --------------------- | --------------------- | ---------------------- | ----------------- | ---------------------- | ---------------- | ----- | ----------- |
| HaSeul 하슬           | Cho Ha-seul 조하슬    | 18. August 1997 (27)   | Suncheon          | Team leader Vocal, Rap | Vogel            |       | Grün        |
| ViVi 비비             | Wong Kahei 黃嘉熙     | 9. Dezember 1996 (28)  | Tuen Mun District | Vocal, Rap             | Hirsch           |       | Pastellrosa |
| Yves 이브             | Ha Soo-young 하수영   | 24. Mai 1997 (28)      | Busan             | Vocal, Dance, Rap      | Schwan           |       | Burgunder   |
| JinSoul 진솔          | Jeong Jin-soul 정진솔 | 13. Juni 1997 (28)     | Seoul             | Vocal, Rap             | Kampffisch       |       | Blau        |
| Kim Lip 김립          | Kim Jung-eun 김정은   | 10. Februar 1999 (26)  | Cheongju          | Vocal, Dance           | Eule             |       | Rot         |
| HeeJin 희진           | Jeon Hee-jin 전희진   | 19. Oktober 2000 (24)  | Daejeon           | Vocal, Dance, Rap      | Kaninchen        |       | Pink        |
| HyunJin 현진          | Kim Hyun-jin 김현진   | 15. November 2000 (24) | Seoul             | Vocal, Dance, Rap      | Katze            |       | Gelb        |
| Go Won 고원           | Park Chae-won 박채원  | 19. November 2000 (24) | Incheon           | Vocal, Dance, Rap      | Schmetterling    |       | Türkis      |
| Choerry 최리          | Choi Ye-rim 최예림    | 4. Juni 2001 (24)      | Bucheon           | Vocal, Dance, Rap      | Fruchtfledermaus |       | Lila        |
| Olivia Hye 올리비아혜 | Son Hye-ju 손혜주     | 13. November 2001 (23) | Seoul             | Vocal, Dance, Rap      | Wolf             |       | Silber      |
| YeoJin 여진           | Im Yeo-jin 임여진     | 11. November 2002 (22) | Daegu             | Vocal, Rap             | Frosch           |       | Orange      |
| Chuu 츄               | Kim Ji-woo 김지우     | 20. Oktober 1999 (25)  | Cheongju          | Vocal, Rap             | Pinguin          |       | Pfirsich    |

### Sub-Units
- LOOΠΔ 1/3: HaSeul (Team Leader), ViVi, HeeJin, HyunJin
- LOOΠΔ Odd Eye Circle: Kim Lip (Team leader), JinSoul, Choerry
- LOOΠΔ yyxy: Yves (Team leader), Chuu, Go Won, Olivia Hye

## Diskografie
EPs

| Jahr | Titel Musiklabel                          | Höchstplatzierung, Gesamtwochen, AuszeichnungChartplatzierungen (Jahr, Titel, Musiklabel, Platzierungen, Wochen, Auszeichnungen, Anmerkungen) | Höchstplatzierung, Gesamtwochen, AuszeichnungChartplatzierungen (Jahr, Titel, Musiklabel, Platzierungen, Wochen, Auszeichnungen, Anmerkungen) | Höchstplatzierung, Gesamtwochen, AuszeichnungChartplatzierungen (Jahr, Titel, Musiklabel, Platzierungen, Wochen, Auszeichnungen, Anmerkungen) | Anmerkungen                             |
| Jahr | Titel Musiklabel                          | KR | JP | US | Anmerkungen                             |
| ---- | ----------------------------------------- | --- | --- | --- | --------------------------------------- |
| 2021 | Not Friends Special Edition Big Ocean ENM | KR3 (2 Wo.)KR | — | — | Erstveröffentlichung: 16. November 2021 |

## Auszeichnungen

### Preisverleihungen
2018
- MTV Europe Music Awards – Best Korean Act[47]

2019
- Korea First Brand Awards – Female Rookie Idol of the Year[48]
- MTN Ad Festival Awards – Commercial Star Rookie Award[49]
- Soribada Best K-Music Awards – Performance Award[50]
- Asia Artist Awards[51]
  - Focus Award
  - Star15 Popularity Award
- KBrasil Music Awards – Best Female Group Dance Performance (Butterfly)[52]

2020
- Soribada Best K-Music Awards – Rising Star Award[53]
- Asia Model Awards – Popular Star Award — Female Artist[54]

2021
- Golden Disc Awards – Next Generation Award[55]

### Musikshows
| Jahr | Datum    | Titel   |
| ---- | -------- | ------- |
| 2020 | 11. März | So What |

| Jahr | Datum   | Titel                |
| ---- | ------- | -------------------- |
| 2021 | 6. Juli | PTT (Paint the Town) |